# Hermann Schlegel

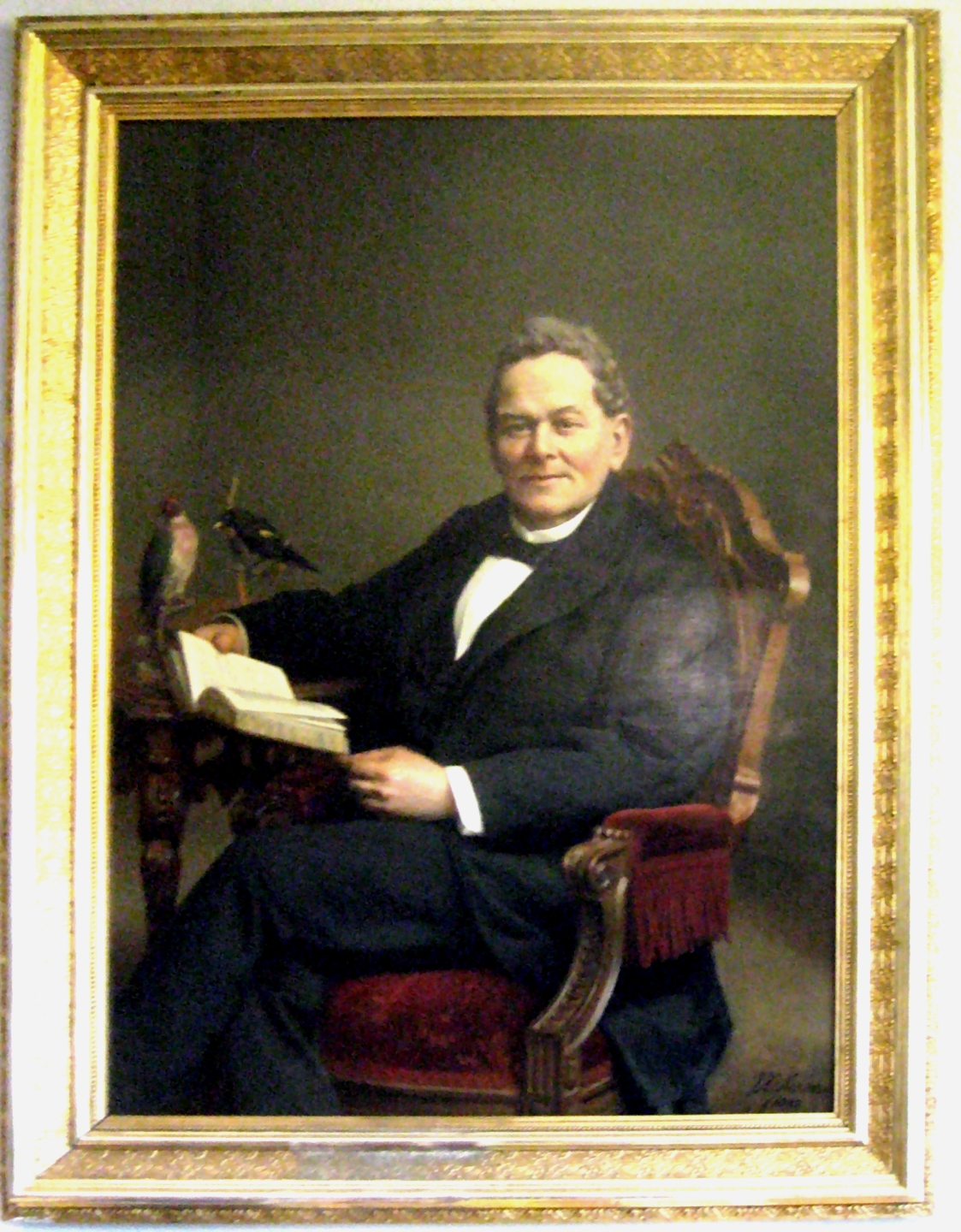
Hermann Schlegel

Hermann Schlegel (* 10. Juni 1804 in Altenburg, Herzogtum Sachsen-Altenburg; † 17. Januar 1884 in Leiden, Niederlande) war ein deutscher Ornithologe, Herpetologe sowie Verfasser zahlreicher naturwissenschaftlicher Werke.

## Biografie
Schlegel war der Sohn des Altenburger Gelbgießermeisters und Stadtgerichtsassessors Johann David Schlegel (1769–1850) und ältester Bruder des Altenburger Arztes sowie Gründers und ersten Direktors des Zoologischen Gartens Breslau, Franz Schlegel. Der Vater sammelte Schmetterlinge, was bei Hermann Schlegel schon früh das Interesse für Naturgeschichte entfachte. Die zufällige Entdeckung eines Bussardnestes führte ihn zu Vogelstudien und zu einem Treffen mit Christian Ludwig Brehm. Nach anfänglichen Arbeiten für seinen Vater, zog Schlegel bald darauf nach Wien. 1824 besuchte er Vorlesungen von Johann Jacob Heckel und Leopold Fitzinger. Ein Empfehlungsschreiben von Brehm an Josef Natterer verschaffte ihm eine Anstellung am Naturhistorischen Museum Wien.
Ein Jahr nach seiner Ankunft kam Schlegel auf Empfehlung von Karl Franz Anton von Schreibers, dem Direktor des Naturhistorischen Museum Wien, in Kontakt mit Coenraad Jacob Temminck, der zu der Zeit Direktor des Naturhistorischen Museums in Leiden war und einen Assistenten suchte. Zuerst arbeitete Schlegel hauptsächlich an der Reptiliensammlung, aber bald dehnte er sein Aktivitätsfeld auf andere zoologische Gruppen aus.
Es war beabsichtigt, dass Schlegel nach Java reisen sollte, um dort der Naturgeschichtlichen Kommission beizutreten, aber der plötzliche Tod von Temmincks designiertem Nachfolger Heinrich Boie verhinderte die Realisierung des Projekts. Zu dieser Zeit machte Schlegel Bekanntschaft mit Philipp Franz von Siebold. Gemeinsam realisierten sie das Werk Fauna Japonica (1845–1850).
Als Temminck Anfang 1858 starb, wurde Schlegel sein Nachfolger als Direktor des Naturkundemuseums in Leiden. Zuvor hatte Schlegel 33 Jahre für Temminck gearbeitet. Schlegel war besonders an Südostasien interessiert, und so sandte er 1857 seinen Sohn Gustaaf als Vogelsammler nach China. 1859 reiste Heinrich Agathon Bernstein (1828–1865) im Auftrag von Schlegel nach Neuguinea. Als Bernstein 1865 starb, setzte Hermann von Rosenberg dessen Arbeit fort.
1862 wurde Otto Finsch Schlegels Assistent. Zur selben Zeit veröffentlichte Schlegel das Museumsmagazin Notes from the Leyden Museum sowie das Werk Muséum d'histoire naturelle des Pays-Bas, das von 1862 bis 1880 in vierzehn Bänden erschien und von John Gerrard Keulemans, Joseph Smit (1836–1929) und Joseph Wolf illustriert wurde. 1864 starb Schlegels Frau, und Otto Finsch wechselte als Kurator und ab 1866 als Direktor des Völkerkunde-Museums nach Bremen. Im Auftrag Schlegels erforschte Joseph Peter Audebert die Ostküste von Madagaskar.
Schlegel war ein entschiedener Gegner von Darwins Evolutionstheorie, die er als simple Spekulation betrachtete.
Er beschrieb 80 Arten von Reptilien.
1826 wurde Hermann Schlegel zum Mitglied der Deutschen Akademie der Naturforscher Leopoldina gewählt. Als 1838 La Société Cuvierienne gegründet wurde, war er eines der 140 Gründungsmitglieder der Gesellschaft. Im Dezember 1857 wurde er assoziiertes Mitglied der Académie royale des Sciences, des Lettres et des Beaux-Arts de Belgique. Die Russische Akademie der Wissenschaften in Sankt Petersburg nahm ihn 1871 als korrespondierendes Mitglied auf.

## Nach Schlegel benannte Taxa
Nach Schlegel sind unter anderem folgende Tiere benannt:
- Schlegels Ringbeutler (Pseudochirulus schlegeli, 1884 durch Fredericus Anna Jentink benannt),
- der Haubenpinguin (Eudyptes schlegeli, 1874 durch Otto Finsch benannt),
- der Sunda-Gavial (Tomistoma schlegelii, durch Salomon Müller benannt),
- der Schlegelfrankolin (Francolinus schlegelii, 1863 durch Theodor von Heuglin benannt) und
- die Goldflügel-Ruderammer (Arremon schlegeli, 1850 durch Charles Lucien Jules Laurent Bonaparte benannt).
- die Pflanzenfamilie Schlegeliaceae und die Gattung Schlegelia, 1844 durch Friedrich Anton Wilhelm Miquel benannt.[7]
- Schlegels Riednatter (Calamaria schlegeli)

## Werke (Auswahl)
- 1834–1850: Fauna Japonica.
- 1837–1844: Abbildungen neuer oder unvollstandig bekannter Amphibien: nach der Natur oder dem Leben entworfen.
- 1854: De zoogdieren geschetst.
- Traité de fauconnerie : ouvrage orné de dix sept planches. - Leiden, Arnz, 1853. Digitalisierte Ausgabe der Universitäts- und Landesbibliothek Düsseldorf
- 1854–1858: De vogels van Nederland. 3 vols.
- 1857–1858: Handleiding tot de beoefening der dierkunde. 2 vols.
- 1860–1862: De dieren van Nederland. Gewervelde dieren.
- 1862–1876: Revue méthodique et critique des collections déposées dans cet établissement. 7 Vols.
- 1863–1872: De Dierentuin van het Koninklijk Zoologisch Genootschap Natura Artis Magistra te Amsterdam zoölogisch geschetst.
- 1868: Natuurlijke Historie van Nederland. De vogels.
- 1870: Natuurlijke Historie van Nederland. De kruipende dieren.
- 1870: Natuurlijke Historie van Nederland. De zoogdieren.
- 1870: Natuurlijke Historie van Nederland. De Visschen.
- 1872: De dierentuin van het Koninklijk Zoölogisch Genootszchap Natura Artis Magistra te Amsterdam. De vogels. De zoogdieren. De kruipende dieren. Met historische herinneringen van P.H. Witkamp.